# 系図

聖徳太子の家系図

系図（けいず、英語: family tree）は、ある一族の代々の系統を書き表した図表。
系譜（けいふ）ともいうが、系譜と言った場合は血縁関係のみならず、学芸の師匠から弟子への師承関係を表した図表をいう場合も多い。なお、特定の家の家督相続の継承の系統（家系）を記した系図は家系図（かけいず）、家譜（かふ）ともいう。
系図を調査・作成する営みを「系譜学」（英語: genealogy）という。

## 概要
系図は、その作成の用途によって、家系のみならず、その家系中の人物の生没年や最高官位などを書き入れたりする。日本の江戸時代の家譜のように、詳細な経歴を書き入れたものもある。また養子として家督を継いだ者も書き記すため、家系としての系図は、必ずしも血筋（血統）と同義ではない。
その形態は、現代日本でよく見られる個人の名前を線で繋げて親子関係を示したものや、中国・朝鮮の歴史書や族譜で見られるように上段から下段に向けて世代関係を示した表の形状をなすもの、西アジアのイスラーム（イスラム教）社会で見られるように名前を書き入れた円を樹形図状に連ねたものなど様々である。
また、女性の扱い方も系図によって多様である。家系図を残す社会の多くは男系（男子血統、男子の血筋）を重んじる社会であり、中国の正史に載せる系図では男性のみを示すものが多いが、朝鮮の族譜では娘とその婚姻先を記すものもある。また、日本の系図では一人一人の男性の婚姻相手を記す代わりに、子の母親については明示されないことが多いが、ヨーロッパでは婚姻相手と母親をはっきり書き入れる。このような女性の扱い方の違いは、女性の身分の違い、嫡出子と非嫡出子の扱いの違いなど、それぞれの社会の固有の家族制度を濃厚に反映している。

## 日本における系図
日本は、中国大陸や朝鮮半島とは異なり、科挙などの試験による採用ではなく、律令体制崩壊後は、一切が家業、家芸の国であるといえる。公家や武家はもとより、明法博士、文章博士などの文官なども、それぞれそれを家業とする一族が従事した。公家は藤原氏一族を始め、嵯峨源氏や村上源氏その他であり、武家は清和源氏、桓武平氏、利仁流藤原氏、秀郷流藤原氏、道兼流藤原氏、源融流嵯峨源氏、大江氏、橘氏その他、文官は坂上氏、中原氏、大江氏その他が有名である。その一族に連なる者でなければ、その職に就くことは困難であった。公家の藤原氏一族に生まれたならば、どれほど武に秀でていようと武士になることは出来なかった。武士になるには傍流、庶流、枝裔であろうと清和源氏や桓武平氏あるいは秀郷流藤原氏その他に連なり、その流れを汲むことが都合が良かった。それゆえ、そのことを示す系図が必要とされたのである。その意味で、家系図は本人の属する家の由来を明らかにする資料として、江戸時代以前の封建社会にあって、特に重んじられた。
日本の系図は、親子関係を上から下に順記載した縦系図と、親子関係を縦線で兄弟姉妹を横線で繋いだ横系図に分けられる。
最古の部類の系図には、共に9世紀から10世紀に製作された滋賀県大津市の三井寺所蔵の『和毛系図』や京都府宮津市の籠神社所蔵の『海部系図』などがある。また系図集としては、室町時代の公卿で左大臣も務めた洞院公定が、源平藤橘の系図を収集し、校訂の後に発刊した『尊卑分脈』がある。
『文正記』には、室町時代の応仁の乱頃に「凡下之者」が農作業を止めて武術を学び、系図を買い、侍と称すなど、系図の売買がなされていたことが記述される。江戸時代においては家系図は現在の履歴書のようなもので、武士が仕官する際や、富裕な農民や商人が郷士になったり、苗字帯刀（苗字の公称、大刀と小刀を差すこと）を許される時など、家の由緒を示すものとして必要とされ、装飾的というよりもはるかに実用的な意味を持っていたことは否定出来ない。しかし、ほとんどの家には家系図などはなく、そのため家系図が必要な場合は無から作らざるを得ないが、結果として、零落した名族、名門、名家の末裔の系図を買い取るか、同じ苗字の過去の名族との関係を創作して、先祖を名家や名族に結びつけた系図が数多く存在する。織田氏が桓武平氏であったり、徳川氏を清和源氏としたりするような系譜も同様に創作されたものである。当時の『兵家茶話』（別名『同志夜話』日夏繁高　1721年（享保6年）の序あり）では、「近世系図知りといふもの有て、諸家の系図を妄作して其祖を誤る人は甚多し、（中略）又多々良玄信と云盲人あり諸家の系図を詔胸して望に随て妄作し侍る」と記述される。
数多い戦国大名の中で、平安時代末期から鎌倉時代初期にかけての出自が明確になっている大名には、薩摩の島津氏や安芸の毛利氏が挙げられる。
江戸時代になると、幕府が諸大名へ家系図の提出を求め、それらを基に『寛永諸家系図伝』や『寛政重修諸家譜』などが編纂された。
江戸時代中期になると、幕府や各藩の当局によって大名、旗本、御家人、藩士、郷士、また庄屋などの富裕な農民や商人らの家系図が盛んに作られた。また、近年の研究では、農民や町人は苗字帯刀を許されていなくとも、苗字自体は持っている者が多かった。
なお、出自を調べて家系図を作成するために戸籍謄本を取ることは認められてはいるが、直系の戸籍しか取得できないため、注意が必要である。素人が自分で家系図を作成するために先祖の氏名その他の情報を集めるにあたっては、
1. 祖父母や親戚に直接聞く。
2. 戸籍謄本を取り出す。
3. 法務局で、旧・土地台帳を閲覧する。

の3つが最も一般的である。
大半の墓には氏名、戒名、没日が書いてあるだけで、自分との続柄や故人の本籍地、誕生日などまでは分からないことが殆どであり、また過去帳も同和問題や太平洋戦争における戦犯の問題など、子孫に不利益を与えかねないデリケートなものであるため、個人情報保護の観点から一般人への公開を拒む寺が多く、簡単には見ることができない。上記の通り、戸籍謄本は遺産相続など特別な理由がない限りは直系親族の者しか取得できない。そのため、遠い親戚と関係が密な家の場合、相当広範囲な系図が出来上がる。
戸籍が全国民に作られるようになったのは明治に入ってからなので、素人が先祖の系図調査をしようとしても、江戸時代後期から明治くらいまでが限界である。また、戦災等のために戸籍が消滅していることも少なくない。系図調査を行政書士などの業者に委託することもできる。業者によっては、江戸より前の時代までさかのぼれるだけさかのぼって調べると宣伝しているところもあるが、寺請制度が普及した17世紀以前の人名記録は極めて少ないため、清和源氏や桓武平氏につながる系図を作ることは事実上困難である。
明治時代・大正時代には鈴木真年、中田憲信が全国の系図を収集した。同時代に系譜学を提唱した太田亮は家系調査の歴史学的役割について、家系調査は郷土史研究に寄与し、ひいては日本の歴史研究にも貢献すると述べている。太田の称す歴史研究の役に立つ家系図とは自ら調べあげ、歴史的な裏づけが証明できる部分と推測の部分を明確に分けた系図である。
1975年に発足した日本家系図学会は賀陽邦壽（元賀陽宮邦壽王）が名誉会長を、江藤彦武会長を務めたが1979年に一度閉会している。1980年に丹羽基二が会長を務めて再建し、後に武田光弘、続いて宝賀寿男が会長を務めて現在に続いている。また同年家系研究協議会も設立されている。
歴史研究において、系図資料は文書上に登場する人物の比定や関係を把握するため史料として用いられているが、近年は中世史分野を中心に系譜史料そのものの成立経緯や制作意図、由緒の伝承やその歴史的背景などを考察する系譜史料論も検討されている。

## 馬における系図
人間以上に詳細な血統が記録されている競走馬や競技馬でも系図を作成する事は可能である。人間とは違い、養子などは考えなくてもよいので、実際の親子関係のみのつながりを図表に表している。
父子の繋がりを表す父系の他に、母娘の繋がりを表す牝系（母系）図もある。
一般的な表記法（リボーの父系の場合）
- Ribot 1952
- ｜Tom Rolfe 1962
- ｜｜Hoist the Flag 1968
- ｜｜｜Alleged 1974
- ｜Graustark 1963
- ｜Arts and Letters 1966
- ｜His Majesty 1968
- ｜｜Pleasant Colony 1978
- ｜｜｜Pleasant Tap 1987
- ｜｜｜Pleasantly Perfect 1998

このほか、様々な表記法がある。表記法についてはサイアーライン（父系）あるいはファミリーライン（母系）を参照。実際の系図はマッチェム系（1724年に生まれたゴドルフィンアラビアンの父系）や1号族（1650年代に生まれたトレゴンウェルズ・ナチュラル・バルブ・メアの牝系）などがある。

## 生命科学における家系図

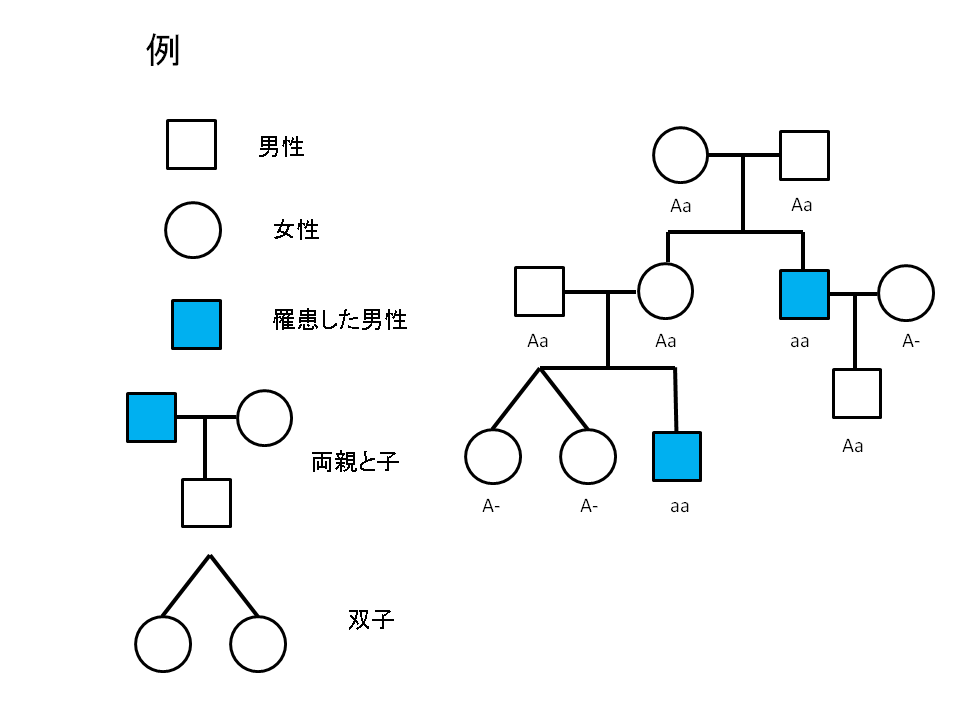
家系図の例

医学、生物学における家系図は、先祖から子孫の生物に遺伝子型や表現型がどのように伝達されているかを示した図である。